# إليسورث (نيوهامشير)
إليسورث (بالإنجليزية: Ellsworth, New Hampshire)‏ هي بلدة أمريكية تقع في الولايات المتحدة في مقاطعة غرافتون (نيوهامشير). يقدر عدد سكانها بـ 83 نسمة ومساحتها 55.6 كم2 وترتفع عن سطح البحر 358 متر.